# Netpbm
Netpbm — пакет графических программ и библиотека с открытым исходным кодом, используемые в основном в мире Unix. Это хорошо переносимое приложение, работающее на многих Unix-системах, под Windows, macOS, OpenVMS, Amiga OS и других. Включено в большинство дистрибутивов UNIX-подобных операционных систем с открытым исходным кодом.

## Форматы файлов и программы
Netpbm определяет ряд графических форматов, называемых форматами netpbm:
- PNM
  - PPM — цветные.
  - PGM — полутоновые в оттенках серого цвета.
  - PBM — однотоновые двухцветные чёрно-белые (бинарные).
- PAM — более сложный формат.

Netpbm состоит из 220 отдельных программ, большинство из которых в своих названиях содержат «pbm», «pgm», «ppm», «pam», или «pnm». Например, для уменьшения изображения на 10 %, надо использовать pamscale, для того, чтобы наложить одно изображение на другое — pamcomp, для того, чтобы создать изображение из текста — pbmtext, для того, чтобы уменьшить число цветов — pnmquant.
Программы Netpbm часто используют, как промежуточное звено для конвертации редких форматов. Например, может не быть инструмента напрямую переводящего XWD — формат дампа окон в X11 в файл типа PICT системы Macintosh, но этого можно добиться, запустив xwdtopnm, а затем ppmtopict. (Инструменты, способные экспортировать PNM, могут экспортировать PPM, PGM или PBM. Инструменты, импортирующие PNM также могут работать со всеми тремя форматами файлов.)

## История
Формат черно-белых изображений PBM разработан Джефом Посканзером (Jef Poskanzer). Формат был достаточно простым, чтобы PBM-изображения могли пересылаться по электронной почте без порчи данных. В 1988 году Посканзер выпустил Pbmplus — предшественника современного пакета Netpbm. К концу 1988 года Посканзер разработал форматы PGM (для полутоновых) и PPM (для цветных) изображений, которые могли обрабатываться Pbmplus.
Последний релиз Pbmplus выпущен 10 декабря 1991 года. Посканзер больше не развивал свой проект и в 1993 году на смену Pbmplus пришёл Netpbm. Поначалу это был не более, чем переименованный релиз Pbmplus, но он развивался вплоть до 1995 года, когда пакет вновь оказался заброшенным. В 1999 году развитие пакета Netpbm было подхвачено его нынешним меинтейнером, Брайэном Хендерсоном (Bryan Henderson).
Название Netpbm пошло от разработчиков, сотрудничавших при помощи сети Internet, что в то время было примечательно. (По аналогичной причине имена даны операционной системе NetBSD и игре NetHack.)